# Alexandr Romankov
Alexandr Anatólievich Romankov –en ruso, Александр Анатольевич Романьков– (Korsákov, 7 de noviembre de 1953) es un deportista soviético que compitió en esgrima, especialista en la modalidad de florete.
Participó en tres Juegos Olímpicos de Verano, obteniendo en total cinco medallas, plata en Montreal 1976 en la prueba individual, plata y bronce en Moscú 1980, en las pruebas por equipos (con Vladimir Smirnov, Sabirzhan Ruziyev, Ashot Karaguian y Vladimir Lapitski) e individual, y oro y bronce en Seúl 1988, en las pruebas por equipos (con Vladimer Aptsiauri, Anvar Ibraguimov, Boris Koretski e Ilgar Mamedov) e individual, respectivamente.
Ganó 21 medallas en el Campeonato Mundial de Esgrima entre los años 1969 y 1990.

## Palmarés internacional
| Juegos Olímpicos   | Juegos Olímpicos           | Juegos Olímpicos  | Juegos Olímpicos    |
| Año                | Lugar                      | Medalla           | Prueba              |
| ------------------ | -------------------------- | ----------------- | ------------------- |
| 1976               | Montreal (Canadá)          | Medalla de plata  | Florete individual  |
| 1980               | Moscú (URSS)               | Medalla de plata  | Florete por equipos |
| 1980               | Moscú (URSS)               | Medalla de bronce | Florete individual  |
| 1988               | Seúl (Corea del Sur)       | Medalla de oro    | Florete por equipos |
| 1988               | Seúl (Corea del Sur)       | Medalla de bronce | Florete individual  |
| Campeonato Mundial |                            |                   |                     |
| Año                | Lugar                      | Medalla           | Prueba              |
| 1969               | La Habana (Cuba)           | Medalla de oro    | Florete por equipos |
| 1970               | Ankara (Turquía)           | Medalla de oro    | Florete por equipos |
| 1970               | Ankara (Turquía)           | Medalla de plata  | Florete individual  |
| 1971               | Viena (Austria)            | Medalla de bronce | Florete individual  |
| 1971               | Viena (Austria)            | Medalla de bronce | Florete por equipos |
| 1974               | Grenoble (Francia)         | Medalla de oro    | Florete individual  |
| 1974               | Grenoble (Francia)         | Medalla de oro    | Florete por equipos |
| 1975               | Budapest (Hungría)         | Medalla de plata  | Florete por equipos |
| 1977               | Buenos Aires (Argentina)   | Medalla de oro    | Florete individual  |
| 1977               | Buenos Aires (Argentina)   | Medalla de bronce | Florete por equipos |
| 1978               | Hamburgo (RFA)             | Medalla de plata  | Florete individual  |
| 1978               | Hamburgo (RFA)             | Medalla de bronce | Florete por equipos |
| 1979               | Melbourne (Australia)      | Medalla de oro    | Florete individual  |
| 1979               | Melbourne (Australia)      | Medalla de oro    | Florete por equipos |
| 1981               | Clermont-Ferrand (Francia) | Medalla de oro    | Florete por equipos |
| 1982               | Roma (Italia)              | Medalla de oro    | Florete individual  |
| 1982               | Roma (Italia)              | Medalla de oro    | Florete por equipos |
| 1983               | Viena (Austria)            | Medalla de oro    | Florete individual  |
| 1985               | Barcelona (España)         | Medalla de bronce | Florete por equipos |
| 1989               | Denver (Estados Unidos)    | Medalla de oro    | Florete por equipos |
| 1990               | Lyon (Francia)             | Medalla de bronce | Florete por equipos |